# Besta besta
Besta besta – album zespołu Lady Pank, wydany w 2002 roku na jubileusz 20-lecia działalności zespołu.
Album zawiera 15 przebojów zespołu wybranych przez internautów w głosowaniu internetowym oraz dwa utwory premierowe: „7-me niebo nienawiści” i „Konie w mojej głowie”, do których tekst po latach przerwy ponownie napisał Andrzej Mogielnicki. Kompilacja otwierała serię reedycji 4 płyt zespołu wydanych przez BMG.

## Lista utworów
| Nr. | Tytuł                            | Muzyka        | Słowa          | Czas |
| --- | -------------------------------- | ------------- | -------------- | ---- |
| 1.  | Mała Lady Punk                   | J. Borysewicz | A. Mogielnicki | 3:23 |
| 2.  | Mniej niż zero                   | J. Borysewicz | A. Mogielnicki | 3:59 |
| 3.  | Kryzysowa narzeczona             | J. Borysewicz | A. Mogielnicki | 3:58 |
| 4.  | Wciąż bardziej obcy              | J. Borysewicz | A. Mogielnicki | 5:29 |
| 5.  | Vademecum skauta                 | J. Borysewicz | A. Mogielnicki | 4:10 |
| 6.  | Fabryka małp                     | J. Borysewicz | A. Mogielnicki | 3:41 |
| 7.  | Marchewkowe pole (live)          | J. Borysewicz | A. Mogielnicki | 6:31 |
| 8.  | Du du (live)                     | J. Borysewicz | A. Mogielnicki | 4:04 |
| 9.  | Tańcz głupia, tańcz (live)       | J. Borysewicz | A. Mogielnicki | 3:16 |
| 10. | Tacy sami                        | J. Borysewicz | J. Skubikowski | 4:21 |
| 11. | Zawsze tam, gdzie ty             | J. Borysewicz | J. Skubikowski | 4:17 |
| 12. | Zostawcie Titanica               | J. Borysewicz | G. Ciechowski  | 4:47 |
| 13. | Na na                            | J. Borysewicz | B. Olewicz     | 3:02 |
| 14. | Słońcem opętani                  | J. Borysewicz | J. Panasewicz  | 3:57 |
| 15. | Na granicy                       | J. Borysewicz | J. Panasewicz  | 4:00 |
| 16. | 7-me niebo nienawiści (premiera) | J. Borysewicz | A. Mogielnicki | 4:35 |
| 17. | Konie w mojej głowie (premiera)  | J. Borysewicz | A. Mogielnicki | 3:35 |

## Muzycy
- Jan Borysewicz – gitary
- Janusz Panasewicz – śpiew
- Kuba Jabłoński – perkusja, instrumenty perkusyjne
- Krzysztof Kieliszkiewicz – gitara basowa

gościnnie
- Rafał Paczkowski – instrumenty klawiszowe, programowanie
- Wojciech Pilichowski – gitara basowa